# تیتوس کوئینکتیوس کریسپینوس سولپیسیانوس
تیتوس کوئینکتیوس کریسپینوس سولپیسیانوس (انگلیسی: Titus Quinctius Crispinus Sulpicianus; نامشخص – نامشخص) سیاستمدار اهل روم باستان در قرن اول میلادی بود. یک سناتور رومی در مجلس سنای جمهوری روم بود که در سال ۹ قبل از میلاد به عنوان کنسول روم انتخاب شد.